# Бруски (Конотопский район)
Бруски (укр. Бруски) — село,
Бунякинский сельский совет,
Путивльский район,
Сумская область,
Украина.
Код КОАТУУ — 5923881002. Население по переписи 2001 года составляло 194 человека.

## Географическое положение
Село Бруски находится между реками Берюшка и Сейм (5-7 км).
На расстоянии в 2 км расположено село Бывалино.
По селу протекает пересыхающий ручей с запрудой.
К селу примыкают небольшие лесные массивы.
Рядом проходит граница с Россией.

## Экономика
- Свинотоварная ферма.

## Объекты социальной сферы
- Фельдшерско-акушерский пункт.